# 840年代
840年代（はっぴゃくよんじゅうねんだい）は、西暦（ユリウス暦）840年から849年までの10年間を指す十年紀。

## できごと

### 840年
- ウイグルがキルギスの攻撃により崩壊。

### 842年
- 嵯峨上皇が没する。承和の変が起こり、藤原良房が橘逸勢、伴健岑らを謀反の疑いで配流する。

### 843年
- ヴェルダン条約でフランク王国が3つに分裂。

### 845年
- 唐の武宗が仏教を弾圧（会昌の廃仏）。